# دیوان‌سالاری
دیوان‌سالاری یا بروکراسی (به فرانسوی: Bureaucratie) از دو بخش bureau به‌معنی میز و دفتر کار و پسوند cratie- به‌معنی ـ سالاری ساخته شده‌است. برابر فارسی آن «دیوان‌سالاری» است. به‌طور کلی، دیوان‌سالاری به‌معنی یک سیستم کارکرد عقلانی و قانونمند است.
واژهٔ بوروکراسی یا بروکراسی برای نخستین بار توسط شخصی فرانسوی به‌نام ونسان دو گورنه در سال ۱۷۴۵ استفاده شد. او واژهٔ bureau به‌معنای میز تحریر و دفتر یا اداره را با پسوند گونهٔ برگرفته از یونانیِ cracy- را آمیخت و واژهٔ «بوروکراسی» را به‌معنای حکومت ادارات یا حکومت مقامات رسمی به‌کار برد. در قرن ۱۹ این واژه در آلمان متداول شد (شاید در ارتباط با تغییرات و اصلاحاتی که در دولت و ارتش پروس پس از شکست از ناپلئون به‌وجود آمده بود و نیز اهمیت نوشته‌های هگل دربارهٔ بوروکراسی پروس).
نخستین بار، بوروکراسی یا بروکراسی به عنوان یک پدیده اجتماعی و با توجه به کاربرد عملی آن، به‌وسیلهٔ ماکس وِبِر مورد استفاده قرار گرفت. وِبِر توجه خود را عمدتاً بر روی تأثیر سازمان‌های بوروکراتیک در ساختار سیاسی جامعه متمرکز کرد. او بیشتر به علت وجودیِ سازمان‌ها و نحوهٔ اِعمال قدرت نظر داشت. وِبِر اصطلاح بوروکراسی را در دو معنی به‌کار برد: ۱- مجموع مقامات اداری؛ ۲- سازمان‌های بزرگ رسمی در جامعهٔ امروزی.
وِبِر، قدرت را امکان تحمیل اراده انسان بر رفتار اشخاص دیگر تعریف می‌کند. البته قدرت به صورت عام و کلی آن مورد نظر وبر نیست، بلکه به نوع خاصی از روابط ناشی از قدرت که آن را سلطه یا استیلا می‌خواند، توجه دارد. منظور وبر از سلطه آن نوع رابطه قدرتی است که در آن فرمانروا، رئیس یا شخصی که اراده خود را بر دیگران تحمیل می‌کند، اعمال قدرت را حق خود دانسته و اطاعت از دستورها را وظیفه فرمانبردار مرئوس می‌داند. به عبارت دیگر، نوعی صلاحیت پذیرفته شده که به اعمال قدرت، هم از نظر رهبر و هم از نظر پیرو، مشروعیت می‌بخشد.

## بوروکراسی ایدئال
ماکس وبر، جامعه‌شناس نامدار آلمانی، مدل ایدئال بوروکراسی خود را بر اساس پرداختن به نوعی سازمان که دارای اقتدار قانونی - منطقی است بنا نهاد. بوروکراسی به عنوان یک نظام فوق‌العاده موفق در جهت سازمان دهی مؤسسات اداری و خدماتی معرفی شده‌است
وبر با ارائهٔ مدل ایدئال بوروکراسی، اساساً نمی‌خواست که پدیده‌ای خوب یا بد را پیشنهاد کند، بلکه در نظر داشت که الگو و ضابطه‌ای برای بررسی سازمان‌های بزرگ به دست دهد.
مهم‌ترین ویژگی‌های مدل ایدئال بوروکراسی وبر به‌طور خلاصه عبارت‌اند از:
1. تخصصی شدن کارها در حد عالی. (تقسیم کار)
2. ساختار قدرت مبتنی بر سلسله مراتب.
3. اصول و قواعد شکل‌یافتهٔ رفتار (حاکمیت قوانین و مقررات و غیرشخصی بودن ادارهٔ امور)
4. جدایی اعضای دستگاه اداری از مالکیت سازمان یا وسایل تولید.
5. استخدام کارکنان بر اساس توانایی و دانش فنی.
6. ضبط و نگهداری سوابق تصمیمات، اقدامات و مقررات اداری.
7. وجود یک نظام انضباط و نظارت یکنواخت.
8. انحصاری نبودن مقامات سازمان.
9. وجود یک نظام پاداش و خدمت.
10. استمرار وظایف رسمی.

وبر را می‌توان بنیان‌گذار مطالعات سیستماتیک در مورد بوروکراسی و حتی خود آن به شیوه کنونی دانست.یافته‌ها و مدل ایدئال، روی بسیاری از دانش‌پژوهان و پژوهش‌گران علم مدیریّت اثر گذاشته‌است.

## بوروکراسی یا دیوانسالاری
کلمه بوروکراسی که افزون بر یک قرن از ظهور آن می‌گذرد، به صورت یکی از مفاهیم دانش اداری و سیاسی روز درآمده‌است. بوروکراسی که به سازمان‌های بزرگ یا مظاهر و آثار آن گفته می‌شود در واقع معلول پیشرفت‌های صنعتی، اقتصادی و سیاسی است.
اختلاف بین کشورهای پیشرفته و در حال توسعه، در استفاده از سازمان‌های بزرگ متناسب با پیشرفت و تحول در اقتصاد و صنعت آن‌ها، در آن است که در کشورهای عقب مانده یا سنتی نگهداشته شده، تناسب لازم بین رشد بوروکراسی و سایر اجزای نظام اجتماعی و هماهنگی مورد نیاز در این زمینه حفظ نشده‌است. در نتیجه بوروکراسی که در کشورهای پیشرفته توانسته موجب پیشرفت و دگرگونی در جامعه شود، در کشورهای در حال توسعه به عاملی بازدارنده بدل شده‌است.

## نظریه بوروکراسی
تاریخ مطالعات جدید بوروکراسی به ماکس وبر (۱۸۶۴–۱۹۲۰) بازمی‌گردد که در آن بوروکراسی مترادف با سازمان بزرگ قلمداد شده‌است.
ویژگی‌های موردنظر وبر در یک سازمان بوروکراسی از این قرار است:
1. مشخص بودن وظایف ادارات و معین بودن چارچوب کار اعضا.
2. وجود سلسله مراتب روشن برای ادارات سازمان.
3. حائز شرایط بودن افراد به کارگمارده شده از لحاظ حرفه‌ای.

در بوروکراسی شغل مأمور اداری تنها کار یا حرفه اصلی او بوده، با انعقاد قرارداد به کارگمارده شده و از حقوق ماهانه و بازنشستگی نیز برخوردار است.
ترکیبی از مشاغل دایمی در سازمان وجود داشته، ترفیع مقام براساس ارشدیت یا شایستگی و قضاوت صورت گرفته و مأمور اداری حق ندارد از شغل یا اموال به نفع خود استفاده کند.
با این حال، مطالعات اخیر نشان داده‌است، در این قبیل سازمان‌ها باید توجه بیشتری را به واکنش پیش‌بینی نشده اعضاء معطوف داشت.

## دیوانسالاری در مدیریت
ویژگی‌های بوروکراسی، به عنوان یک نظام سازنده، در سازمان‌های بزرگ اداری و خدماتی هنوز به روشنی شناخته نشده‌است. بسیاری از سازمان‌های بزرگ و پیچیده در جهان تنها بر اساس وجود یک سیستم بوروکراسی انعطاف‌پذیر به‌طور اثر بخش و کارا اداره می‌شوند؛ بنابراین باید توجه داشت که بوروکراسی به تقسیم کار، تدوین دستورالعمل‌ها، تهیه مقررات و رویه‌ها، تعیین شرح وظایف و حدود اختیارات می‌پردازد.

### تاریخچه دیوانسالاری در مدیریت
در سال ۱۹۱۰ جامعه‌شناس مشهور آلمانی، ماکس وبر که در علوم اجتماعی مخصوصاً  علم جامعه شناسی چهره‌ای سوپراستار محسوب می شود، دیوان‌سالاری در مدیریت  را تشریح کرد. با توجه به شرایط اقتصادی-سیاسی و بی نظمی‌های اداری اوایل قرن بیستم و رویداد جنگ جهانی اول (۱۹۱۴–۱۹۱۸)به مطالعه سازمان‌های دولتی در اروپا پرداخت و چهارچوبی برای اداره صحیح و اثر بخش سازمان‌ها معرفی نمود. به نوعی ماکس وبر را می‌توان ناجی "وضعیت اقتصادی" اروپا در طی جنگ  جهانی  اول وانست.

### تعریف دیوانسالاری
مبنای بوروکراسی بر نوعی ساختار استوار است که ویژگی‌های آن عبارتند از:تقسیم کار، سلسله مراتب سازمانی تعریف شده، حاکم بودن ضوابط بر روابط، جلوگیری از اعمال سلیقه‌های شخصی، انتصاب بر اساس شایستگی، برقراری نظام پیشرفت شغلی برای کارکنان و جدایی صاحبان سازمان‌ها از اداره آن‌ها است.
در واقع بوروکراسی وبر نوعی نظام عقلایی-قانونی و مطلوب است، نظام اداری که براساس منطق و بر پایه مشروعیت باید نهاده شود.

## انواع مختلف از دریافت‌های متفاوتِ بوروکراسی
کلمه بوروکراسی از تاریخ طرح آن تاکنون در چندین نوع دریافت (دریافت به معنای: مفهوم استنباط شده از نوع پیاده‌سازی) شناخته شده‌است:

### بوروکراسی به عنوان سازمان معقول
یک '''عملکرد اجتماعی''' و '''ایدئال''' تصور شده‌است، که کارایی را به حداکثر می‌رساند و با سازمان‌های بزرگ و پیچیده تطبیق می‌کند. مانند آنچه که در کشورهای تقریباً توسعه یافته مشاهده می شود همچون برزیل، تایلند و مالزی.

### بوروکراسی به عنوان عدم کارایی سازمان
به عنوان ضد تحرک اداری و ضد نوآوری در سازمان به کار برده شده‌است که به عدم قابلیت انعطاف و انهدام حس شخصیت تمایل دارد.

### بوروکراسی به عنوان حکومت مأموران اداری
در سیستمی از حکومت به کار می‌رود که کنترل آن به دست مأموران اداری است و قدرتشان آزادی مردم عادی را به مخاطره می‌اندازد.

### بوروکراسی به عنوان اداره عمومی
صرفاً به گروهی از انسان‌ها یا مستخدمان اشاره می‌کند که وظایف معینی را انجام می‌دهند که جامعه آن‌ها را ضروری می‌داند. در ارتباط، چهار نوع بوروکراسی محافظ، طبقاتی، جانبداری حزبی و مبتنی بر شایستگی تشخیص داده شده‌است.

### بوروکراسی به عنوان اداره به وسیله مأموران اداری
از دید «وبر»، اداره به‌وسیلهٔ مأموران اداری منتسب و محدود می‌شود که براساس آن، هر جا عده‌ای کارکنان منصوب وجود داشته باشند، امکان بحث در مورد وجود بوروکراسی فراهم خواهد شد.

## انواع سازمان‌های بزرگ اداری
براساس فلسفه و راه رسمی که سازمان‌های اداری جوامع بشر برای اداره امور عمومی جامعه دنبال می‌کنند چهار نوع بوروکراسی تشخیص داده شده‌است:
بوروکراسی محافظ (Guardian Bureaucracy)
در این نوع بوروکراسی سازمان‌های بزرگ اداری در جامعه به وجود آمده به کار می‌افتند تا از نوع خاصی از فلسفهٔ زندگی اجتماعی و آرمان ملی حفاظت و حراست کنند. مجموعه‌ای از اعتقادات، آداب و رسوم و سنن پذیرفته شده‌است و در واقع فلسفه سیاسی تمامی مردم جامعه به‌شمار می‌آید. در این نوع از بوروکراسی همه جا و همه وقت شعار وحدت به گوش می‌رسد. همه افراد جامعه بر این نکته اتفاق دارند که آرمان مقدس سیاسی و فلسفه زندگی اجتماعی پذیرفته شده موهبتی است ازلی و ابدی تا دنیا دنیاست پایدار و قابل اجرا بوده و باید محترم شمرده شود.

## مدل‌های بوروکراسی
در بررسی‌های اخیر بوروکراسی توجه پژوهندگان معطوف جنبه‌های بازدارنده و واکنش‌های اعضاء در سازمان‌های بزرگ شده‌است و این برخلاف نظرات وبر است که معتقد به قدرت تطابق و استفاده از مهارت‌های تخصصی در این سازمان هاست. در سازمان بوروکراتیک به دلیل استفاده از ضوابط از پیش تعیین شده مدرن، ناخواسته به انسان به عنوان یک ماشین نگریسته شده و به استفاده مداوم از نیروی ماشینی در آن منجر می‌شود.
هر سه مدل استفاده از نوعی سازمان یا رویه سازمان را برای کنترل فعالیت اعضاء به عنوان متغیر مستقل اساسی مورد پذیرش قرار می‌دهد. بر این اساس در زمینه مورد بررسی یک مدل ماشینی هدف قرار داده شده‌است که در اثر آن کنترل فعالیت اعضاء به وسیله رهبران سازمان صورت گرفته و به نتیجه قابل پیش‌بینی یا غیرقابل پیش‌بینی منجر می‌شود.

### مدل مرتون (Merton Model)
در این مدل، بوروکراسی به عنوان یک وسیله کنترل، سبب بدآموزی در اعضاء سازمان می‌شود. در اثر آن و در اثر تأکید بر رفتار قابل اعتماد و استفاده از تکنیک‌های مربوط در این مورد سه نتیجه حاصل خواهد شد:
- از ارتباطات بین اعضاء تا حدود زیادی کاسته شده ارتباطات اداری و نقش‌ها جایگزین آن می‌شود.
- مقررات سازمانی جزء شخصیت ذاتی اعضاء می‌شود.
- در اثر وجود سلسله مراتب رسمی در تصمیم‌گیری انگیزه برای تحقق در جهت یافتن راه‌های بهتر و آفرینشگری از بین می‌رود.

در نتیجه عوامل فوق صعوبت در رفتار اعضاء افزایش یافته وبر میزان اعتماد به آن افزوده می‌شود، اما در عین حال اعمال و کردار اعضاء در پشت مقررات موضع دفاعی به خود گرفته موجبات اشکال در برخورد با ارباب رجوع را فراهم می‌آورد.

### مدل سلزنیک (Selznik Model)
برخلاف مدل مرتون که در آن بر مقررات به عنوان عامل کنترل مورد تأکید قرار می‌گیرد. در مدل سلزنیک تفویض اختیار احتیاج به اعمال کنترل را برآورده می‌کند. در این‌جا نیز نشان داده می‌شود که چگونه در اثر استفاده از یک عامل غیرکنترلی (تفویض اختیار) می‌توان به نتایج ناخواسته دست یافت.
تفویض اختیار مستلزم افزایش سطح آموزش در زمینه‌های تخصصی است. دراثر محدود شدن اعضاء در عمل به‌شمار محدودی از مشکلات، از یک سو تجربه آنان در زمینه‌های مربوط به آن افزوده شده و از سوی دیگر از فاصله‌ها و حاصل کار کاسته می‌شود. این وضع سبب می‌شود که شاخه شاخه شدن علایق و واحدی شدن امور در سازمان تقویت شده، تضاد بین هدف‌های فرعی واحدها افزوده شود. هدف‌های فرعی واحدها نسبت به هدف‌های سازمان از اولویت بیشتری از نظر اعضاء برخوردار شده و در یک دور تسلسل موجبات تفویض اختیار بیشتر را فراهم می‌آورد.

## بوروکراسی در ایران
از اواخر حکومت سلسله قاجاریه دولت مردان و مردم ایران تحت تأثیر مسافرت، تجارت و تحصیل نخبگان در کشورهای اروپایی از یک سو، و از سوی دیگر تحت تأثیر قراردادها و امتیازهای تجاری مبادله شده با دولت‌های اروپایی و به‌کارگیری مستشاران در ادارات نوپای ایران - مانند ارتش، پلیس، گمرک و غیره - به مرور زمان با نحوهٔ نوین (غربی) ادارهٔ امور مملکتی و دستاوردهای آن آشنا شدند.
این روند در دوران حکومت سلسلهٔ پهلوی در ایران، تحت تأثیر شیفتگی عوامل حاکم بر ایران به غرب و دستاوردهای آن، شتاب فزاینده‌ای گرفت. به گونه‌ای که فرصت لازم برای تشکیل زیرساخت‌های اجتماعی مورد نیاز برای درک و فهم درست از این فرایند به خوبی فراهم نشد.
در ادامه، با گسترش مدرنیته در ایران و رشد شهرنشینی، ایرادات و اشکالات اجرایی موجود در بوروکراسی جاری در حکومت منجر به ایجاد شکاف طبقاتی گسترده‌تر و بحران‌های اجتماعی نو و بروز بی‌اعتمادی و ناهنجاری‌های فرهنگی در زمینه بوروکراسی گردید. پس از انقلاب اسلامی در ایران در سال ۱۳۵۷ و وقوع جنگ تحمیلی، تا مدت‌ها، مسایل و مشکلات مربوط به بوروکراسی در ایران به صورت منسجم و جدی مورد رسیدگی مسئولان اجرایی قرار نگرفت.

### شناخت بوروکراسی موجود در ایران
بوروکراسی در ایران مترادف با سازمان‌های بزرگ دولتی قلمداد شده و هدف از اشاره به آن پرداختن به وضع وزارتخانه‌ها، سازمان‌ها و سایر نهادهایی است که مجموعه سازمان اداره عمومی مملکت را تشکیل داده‌است. متأسفانه در ایران هیچگاه تناسب لازم بین رشد بوروکراسی و توسعه اقتصادی و صنعتی برقرار نشده و همواره رشد بخش خدمات در ترکیب تولید، بالاترین درصد نرخ را به خود اختصاص داده‌است. البته در تمامی کشورهای در حال توسعه کم و بیش، وضع مشابه ایران قابل تشخیص است.
رشد ناهماهنگ اجتماعی و صنعتی در این کشورها و عدم تناسب توسعه در بخش‌های مختلف می‌تواند عامل اصلی در زمینه ناموزونی ساختاری به‌شمار آورده شود. با این حال به دلیل محدودیت‌های موجود منابع مالی و انسانی ضرورت ایجاب می‌کند، تناسب لازم بین رشد سازمان‌های دولتی و سایر احتیاجات توسعه در کشور در نظر گرفته شود. در غیر اینصورت رسیدن به اهداف مورد نظر در برنامه‌های توسعه اقتصادی و اجتماعی با دشواری همراه خواهد شد.
به دلیل عدم احساس نیاز واقعی به برخی سازمان‌های دولتی در ایران بوروکراسی به عامل ایجاد کندی در اداره عمومی کشور بدل شده‌است. وجود مقررات دست و پاگیر، عدم توجه به احتیاجات واقعی جامعه و ارباب‌رجوع، نبود مقررات روشن و غیرقابل تغییر، انجام کارهای مشابه به وسیله نهادهای مختلف، پیچیده بودن سیستم‌ها و روش‌های عملیاتی و وجود رابطه گرایی و باند بازی و امثال آن سبب شده‌است تا حایلی بین مردم و بوروکراسی حاکم به وجود آید. از منظر و نگاه مردم، دستگاه‌ها و سازمان‌های دولتی، نه به عنوان مکانی برای حل و فصل امور که به محلی برای ایجاد دشواری‌های بیشتر قلمداد شود.

### مقایسه تطبیقی بوروکراسی در ایران
از لحاظ مقایسه بوروکراسی در ایران بیشتر با مفهوم بوروکراسی به عنوان اداره عمومی از نوع محافظ و جانبداری حزبی در سال‌های گذشته همراه بوده‌است. در این قسمت به برخی از تشابهات موجود در این مورد اشاره خواهد شد.

### مقایسه بوروکراسی محافظ و بوروکراسی در ایران
حفظ و حراست از یک نوع فلسفه خاص و یک نوع آرمان ویژه از جمله ویژگی‌های بوروکراسی محافظ است. در دوران جمهوری اسلامی نیز پاسداری از شریعت اسلام و پیاده کردن الگوی حکومتی مطابق با برداشت‌های فقهی نیز از اولویت‌های جمهوری اسلامی است.
در بوروکراسی محافظ، آرمان مقدس سیاسی و فلسفه زندگی اجتماعی پذیرفته شده آن، موهبتی است ازلی و ابدی و از دید حاکمان به صورت بلند مدت پایدار و قابل اجرا خواهدبود.
از نگاه (تئوریک) جمهوری اسلامی، حکومت امانتی الهی است و ایجاد نهادها و بنیادهای سیاسی آن که خود پایه تشکیل جامعه‌است، براساس تلقی مکتبی و صالحان عهده‌دار حکومت و اداره مملکت می‌شوند (أَنَّ الْأَرْضَ یَرِثُهَا عِبَادِیَ الصَّالِحُونَ.) و قانون‌گذاری که مبین ضابطه‌های مدیریت اجتماعی است، بر مدار کتاب الهی و سیره و عترت جریان می‌یابد.
در بوروکراسی محافظ، آرمان مقدس که باید به وسیله سازمان بوروکراسی از گزند حوادث حفظ شود، ارزش پایه‌ای یا دست کم اعتبار اصول یک مجموعه قوانین اخلاقی مورد قبول را به خود می‌گیرد که در عمق ایمان مردم یا در اعماق اعتقادات و آداب و رسوم زندگی گذشته و حال آنان ریشه دوانیده‌است و همین دیدگاه در نظام جمهوری اسلامی بر سازمان اداری و رسمی حاکم است.
در اصل دوم قانون اساسی جمهوری اسلامی ایران، جمهوری اسلامی نظامی است استوار بر پایه ایمان به: خدای یکتا و اختصاص حاکمیت و تشریع به او و لزوم تسلیم در برابر او. وحی الهی و نقش بنیادی آن در میان قوانین؛ کرامت و ارزش والای انسان و آزادی توأم با مسئولیت او در برابر خدا.
با وجود تشابهات موجود بین بوروکراسی در ایران با بوروکراسی محافظ، یک اختلاف اساسی بین این دو قابل تشخیص است: تفاوت در این است که در بوروکراسی محافظ رهبران مورد اعتماد جامعه که اختیار نگاهبانی از ایدئولوژی پذیرفته شده در دست آنهاست، افرادی برتر و مافوق به‌شمار آمده و فرض لغزش و اشتباه در مورد آنان صادق نیست. درحالی که در بوروکراسی ایران این امتیاز عمومیت نداشته وبه‌طور اصولی مخصوص رسالت ائمه و معصومان است و به موجب اصل نوزدهم از فصل سوم قانون اساسی جمهوری اسلامی ایران، مردم از هر قوم و قبیله و مذهب و نژادی که باشند، از حقوق مساوی برخوردارند و رنگ، نژاد، زبان و مانند این‌ها سبب امتیاز ویژه و طبقه ممتازه شدن نخواهد بود.

### بوروکراسی جانبداری حزبی و بوروکراسی در ایران
بوروکراسی جانبداری حزبی به دنبال سپردن مشاغل دولتی در سازمان‌ها به افراد و طرفداران حزب اکثریت است. براساس این استدلال افراد حزب فاتح به سازمان‌های اداری حکومت راه یافته و به میزان نوع توانایی مصدر یکی از خدمات عمومی که حزب در مبارزات انتخاباتی به مردم وعده داده می‌شوند.
در ایران به ویژه در سال‌های اول پیروزی انقلاب اسلامی تلاش شد، افراد مکتبی که آشنایی با ایدئولوژی و شریعت اسلام شیعی داشتند مسئولیت‌های اجرایی را در دستگاه‌های اجرایی بر عهده داشته باشند. این تجربه در نهادهای انقلابی مثل جهادسازندگی و سپاه و نهضت سوادآموزی که نظام اداری متفاوت از بوروکراسی داشت، رضایت بخش بود. اما نتایج رضایت بخشی در سازمان های بوروکراتیک باقی مانده از دوره پهلوی به همراه نداشته‌است و افراد منصوب شده به مرور شبیه همان بوروکرات های زمان پهلوی شده اند که این به خاطر قدرت ساختار است که انسان متناسب خود را تربیت می کند.

### مدل بوروکراسی پاسدار مکتب در ایران
مدل بوروکراسی پاسدار اسلام مبتنی بر بوروکراسی محافظ، بوروکراسی مبتنی بر لیاقت و اصول و ضوابط اخلاقی حاکم بر پیروان ایدئولوژی اسلام و قوانین اسلامی به صورتی است که حتی الامکان از گزند کاستی‌های مشروحه در مدل‌های بوروکراسی در بخش‌های قبلی این مقایسه در امان باشند.
اسلام مانند همه مذاهب عالم تکیه بر روح ایمان اعتقادی راسخ نسبت به مبانی مذهبی دارد و اعتقاد به پروردگار را ضامن سعادت و سلامت و رفاه اجتماعی افراد جوامع بشری به حساب می‌آورد. مؤمن در اعمال و رفتار خود همواره خداوند را ناظر و شاهد می‌داند، اشتیاق به نزدیکی به پروردگار و ترس از خشم و غضب خالق و ضمانت اجرای اخروی باعث می‌شود رهبران و افراد سازمان‌های مختلف اجتماعی فکر انحراف از راه صواب را به مغز خویش راه ندهند و اصول و مبانی مذهب را در رفتار و کردار تخصصی و در روابط اجتماعی همواره ملحوظ دراند.
مدل بوروکراسی پاسدار مکتب، از خلال منابع معتبر اسلامی از جمله: نامه علی بن ابی‌طالب به مالک اشتر، قوانین جمهوری اسلامی ایران و به ویژه قانون اساسی قابل تشخیص است. در اسناد و مدارک یاد شده ویژگی‌هایی جهت رهبر و توانایی‌های لازم برای رهبری، شیوه‌های رهبری و نحوهٔ ادارهٔ امور سازمان‌های اجتماعی به تفضیل آورده شده که اهم خصوصیات مدل بوروکراسی پاسدار اسلام با استناد به مدارک مزبور از این قرار است:
پاسداری و حفاظت و حراست از ایدئولوژی اسلامی مورد قبول جامعه و محفوظ داشتن آن از گزند آفات و بلیات اجتماعی و زندگی اجتماعی - برای این منظور همه کارگزاران دولت باید در بادی امر خود مظهر و نشانه خوبی باشند. از رفتار و کردار شایسته‌ای که در آرمان مقدس مذهبی و اصول و سیاست‌های پذیرفته شده سازمان اجتماعی آمده‌است هر یک از مسئولان و مجریان در جامعه موظفند قبل از آن که حکم و امری را برای صیانت و حفاظت از ایدئولوژی اسلامی به مرحله اجرا و عمل درآورند، به آنچه می‌گویند و امر و نهی می‌کنند ایمان و اعتقاد داشته باشند و از این جهت نمونه و سرمشق دیگران قرار گیرند. تنها از این طریق است که پاسداری و صیانت از ایدئولوژی مورد نظر در بوروکراسی، در عمل مصداق پیدا می‌کند.

### تشخیص نسبی هدف‌های سازمانی و تعیین مقاصد سازمان‌ها
اداره امور عمومی جامعه مستلزم شناخت چگونگی استفاده از سازمان‌های متنوع و بعضاً پیچیده‌است. در صورتی که علاوه بر تشخیص بین هدف‌ها برپایی این قبیل سازمان‌ها با توجه به مقدورات انسانی، مالی، تکنولوژی از یک طرف و اختیارات سیاسی، اقتصادی و اجتماعی از طرف دیگر صورت نگیرد، بوروکراسی دربردارنده تمام مضراتی خواهدبود که در مدل‌های بوروکراسی قبلاً به آن‌ها اشاره شده‌است. در حال حاضر بسیاری از سازمان‌های عمومی در کشور به انجام امور مشابه و مضاعف اشتغال داشته و در صورت بازنگری و بررسی مجدد امکان جذب، ادغام یا برچیدن تعدادی از آن‌ها وجود دارد.
تشخیص منابع استعدادها و جلب افراد مستعد به سازمان-تشخیص میزان احتیاج به هر طبقه از کارمندان باید براساس تحقیقات علمی و آماری صورت پذیرد، سپس قابلیت افراد داوطلب از طریق برگزاری امتحان ورودی متناسب سنجیده شده توانایی و استعدادهای افراد مستعد مورد شناسایی قرار داده شود و پس از طی دوران آزمایشی قرار داد استخدام دائمی با آنان منعقد شود.

### طرح حقوق‌ها و ارائه و ایجاد نظام پیشرفت شغلی جهت کارکنان
طرح حقوق کارمندان نه تنها باید با توجه به کلیه عوامل مؤثر حین انجام شغل وبا توجه به جنبه‌های دیگر هم عادلانه به حساب آورده شود. در شرایطی می‌بایست فراهم شود که ضمن آن کارمند مایل باشد تا پایان در سازمان باقی بماند. این امر مستلزم ایجاد شرایطی است که طی آن موجبات ماندن و بالا رفتن روحیه پیشرفت شغلی جهت کارمندان فراهم شده باشد.

### استفاده از مقررات اداری و سیستم‌ها و روش‌های مناسب
به‌طوری‌که در مدل بوروکراسی کولدنر نشان داده شده، مقررات و دستورالعمل‌های اداری از جمله ابزار و وسایل کنترلی مؤثر در سازمان‌های بزرگ محسوب می‌شود. با این وجود برای پرهیز از اثرات منفی جانبی و ایجاد حالت تدافعی و بی‌تفاوتی در کارکنان ضرورتاً می‌بایستی از ان چنان مقرراتی استفاده به عمل آورده شود که ضمن جامع و مانع بودن آن‌ها موجبات جلوگیری از رشد و تعادل فکری مجریان و مسئولان و باعث دلسردی و سردرگمی آنان در اجرای مقررات نشود. از این گذشته‌استفاده از سیستم‌ها و روش‌های اداری مناسب تر ضرورت دارد، چه تنها به مدد به‌کارگیری سیستم‌های نوین اداری است که می‌توان به احتیاجات واقعی جامعه و رفع سریع آن‌ها پرداخت و از طریق آن به حفظ منابع مادی و انسانی که در اختیار اجتماع است، همت گماشت.

### آموزش
هنگامی بوروکراسی به عامل بازدارنده در جهت اعتلاء و رشد و توسعه اجتماعی و اقتصادی بدل می‌شود که متناسب با تحولات و رویدادهای حاصله در آن بخش‌ها از پیشرفت و تکامل بازایستند. برای جلوگیری از این وضعیت و استفاده مؤثر از بوروکراسی به عنوان وسیله‌ای مفید در جهت دستیابی به هدف‌های توسعه بازسازی و رونق مجدد آن امری واجب و ضروری است. این مهم به دست نخواهد آمد مگر این که طی برنامه‌های آموزشی منظمی به‌طور مرتب کارگزاران و مجریان دست اندرکار بوروکراسی تحت آموزش و تعلیمات عالیه لازم قرار گیرند و تنها در این صورت است که امید به اعتلاء و تحول در «بوروکراسی حاکم بر ماشین دولتی ایران» متناسب با احتیاجات متحول جامعه ایران وجود خواهد داشت.